# バレーボールブルガリア女子代表
バレーボールブルガリア女子代表（バレーボールブルガリア じょしだいひょう）は、バレーボールの国際大会で編成されるブルガリアの女子バレーボールナショナルチームである。

## 歴史
1949年に国際バレーボール連盟へ加盟。1950年代の欧州選手権、世界選手権に出場した古豪チームである。1980年代に全盛期を迎え、初出場の1980年モスクワオリンピックで銅メダルを獲得した。さらに翌年の1981年には欧州選手権で初優勝を飾った。
しかし、近年はオリンピックから遠ざかるなどそれほど結果を残せていない。2001年のヨーロッパ選手権で銅メダルを獲得した。2002年の世界選手権で日本と同グループで3連勝スタートから1次ラウンドを2位通過し、最終的には8位入賞を果たす。2010年世界選手権欧州予選も3次リーグ・グループH 4位で敗退した。
2012年のヨーロッパリーグにてチェコに敗れたが、準優勝を果たし初となるバレーボール・ワールドグランプリの出場権を獲得した。
2013年に初出場したFIVBワールドグランプリでは予選ラウンドで初戦こそ中国に敗れたが、ブラジル、日本に勝利し6勝3敗の好成績を残した。
2014年には元ロシア代表監督であったクジュトキン氏が就任した。7月にはエリツィン杯に出場し、初戦は日本に敗れたが準決勝ではオランダ、決勝では地元のロシアをフルセットで下し初優勝を果たした。ワールドグランプリではグループ3を制覇し、イタリアで開催された世界選手権には3大会ぶりに出場を果たした。同大会では1次ラウンドでトルコを下し3位通過し最終順位は11位だった。

## 過去の成績

### オリンピックの成績
1964年から1976年まで出場なし
| - 1980年 - 銅メダル - 1984年 - 不出場 - 1988年 - 不出場 - 1992年 - 不出場 - 1996年 - 不出場 - 2000年 - 不出場 | - 2004年 - 欧州予選敗退 - 2008年 - 不出場 |  |

### 世界選手権の成績
| - 1952年 - 4位 - 1956年 - 5位 - 1960年 - 不出場 - 1962年 - 4位 - 1967年 - 不出場 - 1970年 - 6位 | - 1974年 - 13位 - 1978年 - 9位 - 1982年 - 9位 - 1986年 - 12位 - 1990年 - 不出場 - 1994年 - 不出場 | - 1998年 - 11位 - 2002年 - 8位 - 2006年 - 欧州予選敗退 - 2010年 - 欧州予選敗退 - 2014年 - 11位 - 2018年 - 出場予定 |

### ワールドカップの成績
- 1981年 - 7位

### 欧州選手権の成績
| - 1950年 - 4位 - 1955年 - 5位 - 1958年 - 5位 - 1963年 - 5位 - 1967年 - 6位 - 1971年 - 4位 - 1975年 - 4位 - 1977年 - 7位 - 1979年 - 3位 - 1981年 - 優勝 | - 1983年 - 4位 - 1985年 - 10位 - 1987年 - 4位 - 1989年 - 7位 - 1991年 - 7位 - 1993年 - 9位 - 1995年 - 5位 - 1997年 - 3位 - 1999年 - 7位 - 2001年 - 3位 | - 2003年 - 7位 - 2005年 - 9位 - 2007年 - 11位 - 2009年 - 8位 - 2011年 - 14位 - 2013年 - 13位 - 2015年 - 13位 - 2017年 - 9位 |

## 歴代代表選手
- アントニナ・ゼトバ
- エヴァ・ヤネヴァ
- ストラーシミラ・フィリポヴァ
- ドブリアナ・ラバジエバ
- エリツァ・バシレバ
- ツベテリナ・ザルコバ
- フリスティナ・ルセバ
- エミリヤ・ニコロバ
- ローラ・キティポバ
- マリヤ・カラカシェバ
- ゲルガーナ・ディミトロバ
- ナシャ・ディミトロバ
- シルバナ・チャウシェバ
- エレーナ・ベチェバ